# Chrysogaster tadzhikorum
Chrysogaster tadzhikorum är en tvåvingeart som beskrevs av Aleksandr Stackelberg 1952. 
Chrysogaster tadzhikorum ingår i släktet ängsblomflugor, och familjen blomflugor. Inga underarter finns listade i Catalogue of Life.